# Dorfstraße 1 (Magdeburg)

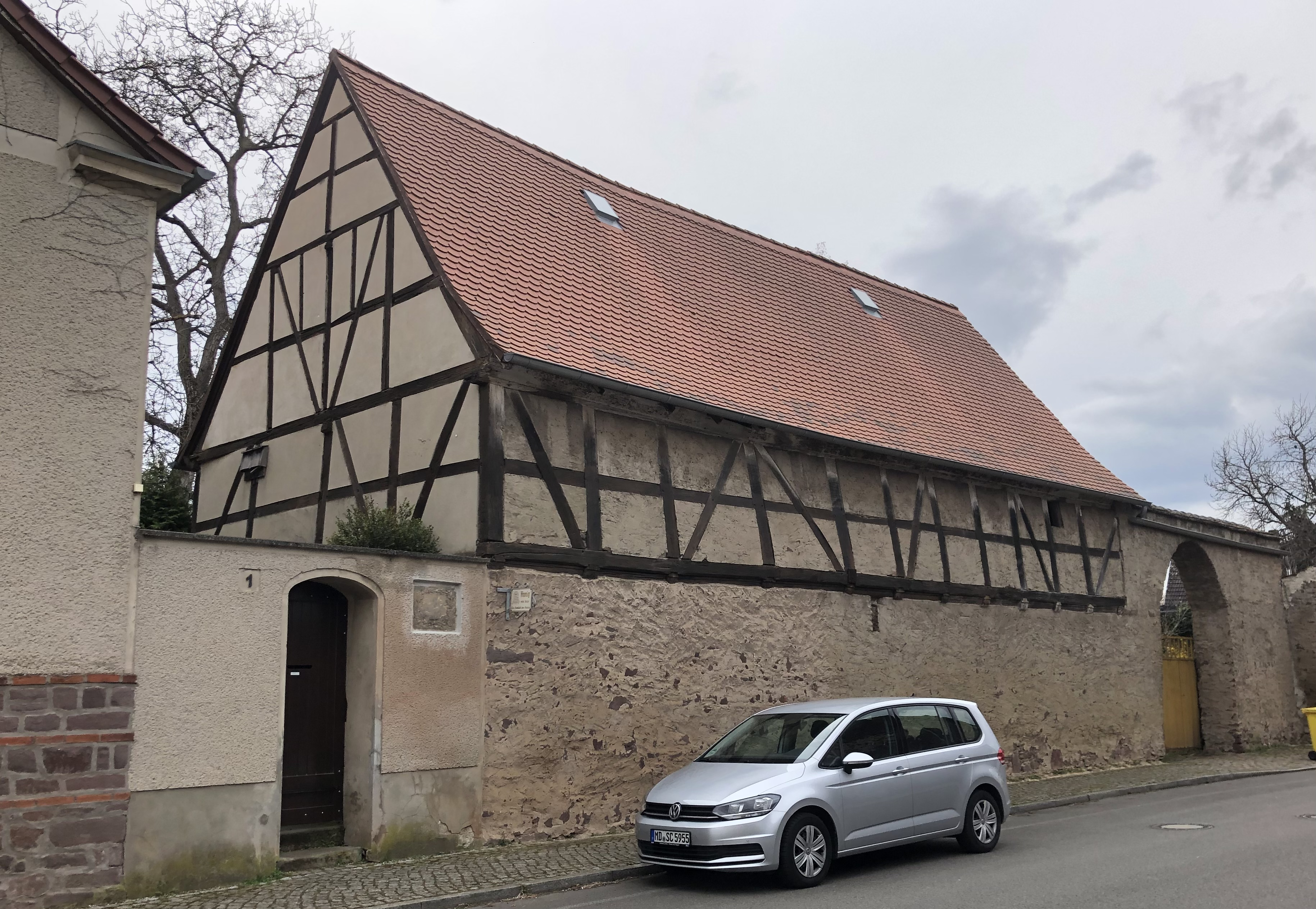
Stall Dorfstraße 1 im Jahr 2022

Dorfstraße 1 ist die Bezeichnung eines denkmalgeschützten Stalls in Magdeburg in Sachsen-Anhalt.

## Lage
Der Stall befindet sich auf der Südseite der Dorfstraße, an deren östlichen Ende im Zentrum des Magdeburger Stadtteils Alt Olvenstedt. Unmittelbar östlich des Stalls steht das zum Gehöft gehörende, jedoch nicht denkmalgeschützte Wohnhaus.

## Architektur und Geschichte
Der zweigeschossige, traufständig zur Dorfstraße ausgerichtete Stall entstand Ende des 18./Anfang des 19. Jahrhunderts. Das Erdgeschoss ist in massiver Bauweise aus Bruchsteinen errichtet. Dabei kam regionale Grauwacke zum Einsatz. Das obere Geschoss wurde in Fachwerkbauweise erstellt. Bedeckt ist der Bau mit einem Satteldach. Westlich schließt sich an den Stall ein für die Magdeburger Börde typischer, großer als Rundbogen ausgeführter Torbogen an. Im nördlichen und östlichen Teil des Hofs ist die zum Denkmal gehörende, den Hof ursprünglich umgebende Bruchsteinmauer, die vermutlich in gleicher Zeit entstand, erhalten. 
Im örtlichen Denkmalverzeichnis ist der Stall unter der Erfassungsnummer 094 81886 als Baudenkmal verzeichnet.
Der Stall gilt als eines der ältesten und am besten im ursprünglichen Zustand erhalten Wirtschaftsgebäude Alt Olvenstedts. Städtebaulich bildet der Stall mit dem gegenüberliegenden Gehöft Dorfstraße 2 eine prägende Gebäudegruppe.